# Parole, parole, parole...
Parole, parole, parole... (On connaît la chanson) è un film del 1997 diretto da Alain Resnais.

## Trama
Odile, un dirigente d'azienda, è sposata con il debole e furtivo Claude e sono una coppia della media borghesia parigina, sommersa dalla routine. In passato Odile era vicino all'imprenditore di successo Nicolas, ora sposato con figli e tornato a Parigi dopo un'assenza di otto anni. Odile sta cercando un appartamento nuovo e più ampio dall'agente immobiliare Marc di cui si innamorerà sua sorella minore, Camille, che ha appena completato la sua tesi di dottorato in storia ed è una guida turistica di Parigi. Simon, invece, dipendente del despota Marc, partecipa regolarmente ai tour di Camille perché è attratto da lei, sebbene affermi di fare ricerche per i suoi drammi radiofonici storici. Anche Nicolas sta cercando un appartamento, dal momento che spera che alla fine la sua famiglia lo raggiunga a Parigi e Simon gli fa visitare almeno una trentina di appartamenti.

## Tecnica
Il regista mette in campo una tecnica nuova attraverso la quale, è stato scritto, si ripercorre «la storia della più bella musica francese del '900, e il suo impiego sempre originale e innovativo nel contesto cinematografico».

## Riconoscimenti
- 1998 - Premio César
  - Miglior film a Alain Resnais
  - Miglior attore protagonista a André Dussollier
  - Miglior attore non protagonista a Jean-Pierre Bacri
  - Miglior attrice non protagonista a Agnès Jaoui
  - Migliore sceneggiatura a Jean-Pierre Bacri e Agnès Jaoui
  - Miglior montaggio a Harvé De Luze
  - Miglior sonoro a Jean-Pierre Laforce, Michel Klochendler e Pierre Lenoir
  - Candidatura Migliore regia a Alain Resnais
  - Candidatura Miglior attrice protagonista a Sabine Azéma
  - Candidatura Miglior attore non protagonista a Lambert Wilson
  - Candidatura Migliore scenografia a Jacques Saulnier
  - Candidatura Miglior colonna sonora a Bruno Fontaine
- 1998 - Festival di Berlino
  - Candidatura Orso d'oro a Alain Resnais
- 1997 - Premio Louis-Delluc